# Amblyeleotris marquesas
Amblyeleotris marquesas is een straalvinnige vissensoort uit de familie van grondels (Gobiidae). De wetenschappelijke naam van de soort is voor het eerst geldig gepubliceerd in 2002 door Mohlmann & Randall.